# Sắc ký lớp mỏng

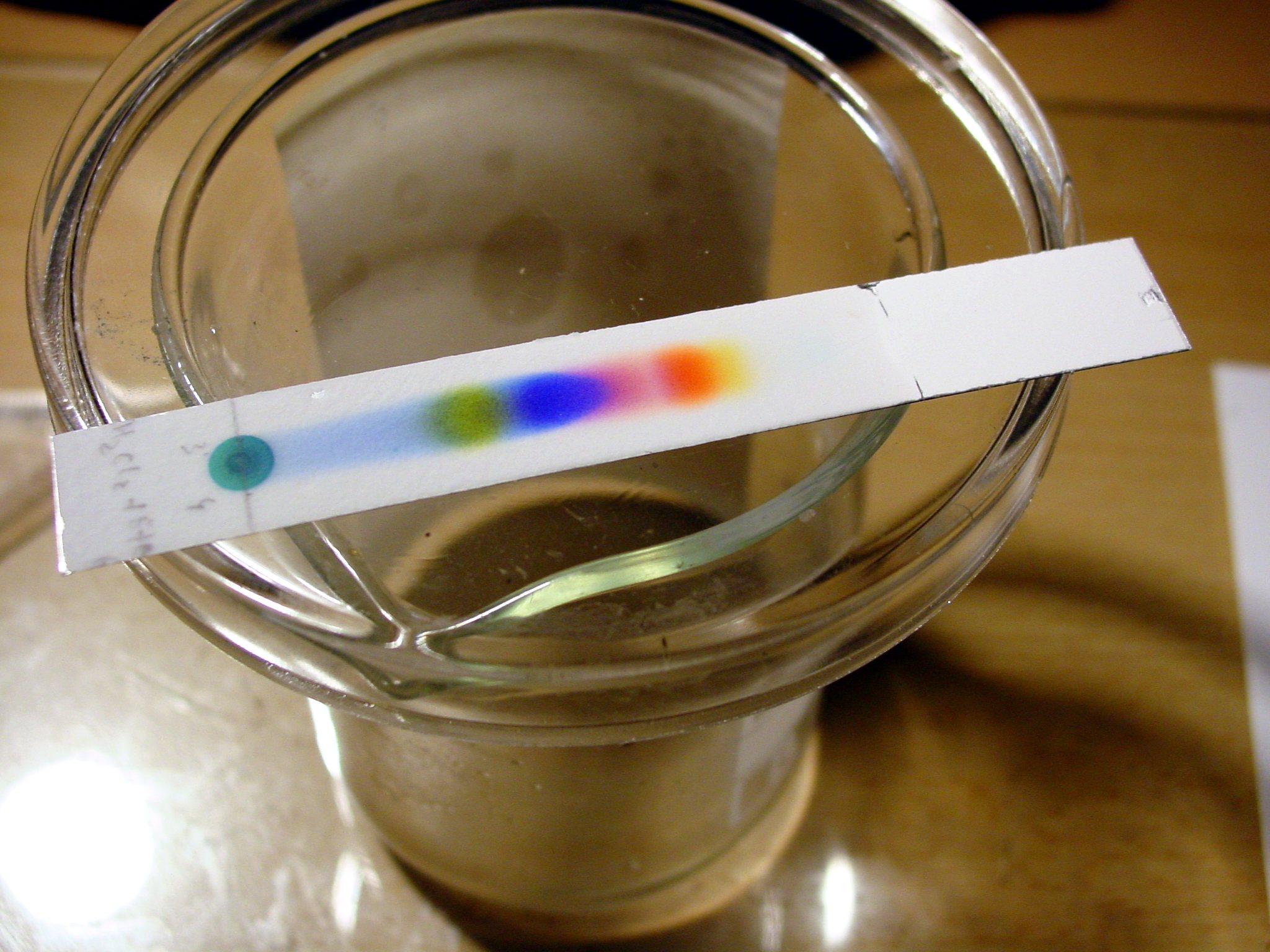
Sự tách biệt của mực đen bởi sắc ký lớp mỏng

Sắc ký lớp mỏng (thin layer chromatography - TLC) là một kĩ thuật sắc ký được dùng để tách các chất trong hỗn hợp. Phương pháp sắc ký lớp mỏng bao gồm pha tĩnh là một lớp mỏng các chất hấp phụ, thường là silica gel, aluminium oxit, hoặc cellulose được phủ trên một mặt phẳng chất trơ. Pha động bao gồm dung dịch cần phân tích được hòa tan trong một dung môi thích hợp và được hút lên bản sắc ký bởi mao dẫn, tách dung dịch thí nghiệm dựa trên tính phân cực của các thành phần trong dung dịch.
Sắc ký lớp mỏng được sử dụng rộng rãi trong nhiều lĩnh vực:
- Xét nghiệm độ tinh khiết của các hóa chất phóng xạ trong dược khoa
- Xác định các sắc tố trong tế bào thực vật
- Phát hiện thuốc trừ sâu, thuốc diệt côn trùng trong thức ăn, hoặc
- Nhận biết những hóa chất trong một chất cho sẵn
- Giám sát các phản ứng hữu cơ

Một số cải tiến có thể kết hợp phương pháp truyền thống để tự động hóa một vài bước, làm tăng độ dung giải của sắc ký lớp mỏng và cho số liệu chính xác hơn. Phương pháp này được gọi là sắc ký lớp mỏng hiệu năng cao (high performance TLC - HPTLC).

## Chuẩn bị bản sắc ký
Bản sắc ký được làm bằng cách trộn chất hấp phụ, như silica gel, với một lượng nhỏ chất trơ để kết dính, như calci sulfat (thạch cao), và nước. Hỗn hợp này được trải ra như một lớp vữa đặc trên một bề mặt chất trơ, như thủy tinh, nhôm, hoặc nhựa. Bản sắc ký này sẽ được để khô và kích hoạt bằng cách nung nóng trong lò trong 30 phút ở nhiệt độ 110 °C. Độ dày của lớp hấp phụ thường là 0.1-0.25 mm cho hóa học phân tích, và khoảng 1-2mm cho sắc ký lớp mỏng dự bị. Trong mọi kĩ thuật sắc ký đều bao gồm 1 pha động và 1 pha tĩnh.

## Kĩ thuật
Phương pháp tiến hành giống với sắc ký giấy với lợi thế là nhanh hơn, tách hỗn hợp hiệu quả hơn, và có sự lựa chọn giữa các "pha tĩnh" khác nhau. Bởi tính đơn giản và nhanh, sắc ký lớp mỏng thường được dùng để giám sát các phản ứng hóa học và phân tích chất lượng sản phẩm của phản ứng.
Một vệt nhỏ dung dịch chứa mẫu thử được thấm lên bản sắc ký, khoảng 1 cm từ dưới lên. Bản sắc ký sau đó được nhúng vào một dung môi thích hợp, như ethanol hoặc nước, và được đặt vào trong một vật chứa có nắp. Dung môi di chuyển lên bản sắc ký bởi mao dẫn, gặp phải mẫu thử và dịch chuyển mẫu thử lên bản sắc ký. Các hợp chất khác nhau trong hỗn hợp mẫu thử dịch chuyển với tốc độ khác nhau do chúng có sức hút khác nhau đối với pha tĩnh, và độ tan khác nhau trong dung môi.
Các hợp chất được tách ra dựa trên sự cạnh tranh của chất tan và pha động để có được chỗ liên kết với pha tĩnh. Thí dụ, nếu silica gel được dùng như pha tĩnh, nó được xem là phân cực. Cho trước 2 hợp chất có tính phân cực khác nhau, chất nào có tính phân cực lớn hơn sẽ có sự liên kết với silica gel lớn hơn và vì thế sẽ có khả năng đẩy pha động ra khỏi các chỗ liên kết. Do đó, hợp chất có tính phân cực nhỏ hơn sẽ di chuyển lên cao hơn trên bản sắc ký (kết quả là hệ số lưu Rf sẽ lớn hơn). Nếu pha động được thay bằng một dung môi phân cực hơn hoặc là một hỗn hợp các dung môi, nó sẽ có khả năng để đẩy các chất tan ra khỏi chỗ liên kết với silica gel, và tất cả các hợp chất trên bản sắc ký sẽ dịch chuyển lên cao hơn. Trên thực tế, nếu chúng ta dùng một hỗn hợp ethyl axetat và heptan như là pha động, tăng thêm ethyl acetate sẽ cho hệ số lưu Rf cao hơn cho tất cả các hợp chất trên bản sắc ký. Thay đổi độ phân cực của pha động sẽ không làm các hợp chất có thứ tự di chuyển ngược lại trên bản sắc ký. Nếu muốn có một thứ tự ngược lại trên bản sắc ký, một pha tĩnh không phân cực sẽ được sử dụng, như là C18-chức năng hóa silica.

Quá trình sắc ký lớp mỏng: một hỗn hợp của một hợp chất đỏ và một hợp chất lam được tách biệt trong quá trình sắc ký (dung môi màu xanh nhạt di chuyển lên trên bản sắc ký.

Dung môi thích hợp dùng trong sắc ký lớp mỏng sẽ là một dung môi có tính phân cực khác với pha tĩnh. Nếu một dung môi phân cực được dùng để hòa tan mẫu thử trên một pha tĩnh phân cực, vệt nhỏ mẫu thử sẽ lan tròn do mao dẫn, và các vệt khác nhau có thể trộn lẫn vào nhau. Do đó, để hạn chế sự lan tròn của các vệt mẫu, dung môi được sử dụng để hòa tan mẫu thử phải không phân cực, hoặc phân cực một phần, nếu pha tĩnh phân cực, và ngược lại.

## Phân tích
Do một số hóa chất khi được tách ra sẽ trở nên không màu, một vài phương pháp được sử dụng để quan sát những vệt này:
- Thông thường, một lượng nhỏ chất huỳnh quang, thường là kẽm silicat kích hoạt bởi mangan, được cho thêm vào chất hấp phụ để có thể quan sát được những vệt này dưới ánh sáng đen (tia cực tím UV254). Lớp hấp phụ vì thế sẽ tự phát ra ánh sáng lục, nhưng các vệt mẫu sẽ làm tắt ánh sáng này.
- Hơi Iodine cũng là một loại thuốc thử cho màu giống nhau.
- Một số thuốc thử cho màu riêng biệt được dùng để nhúng bản sắc ký vào, hoặc phun lên bản sắc ký.
- Trong trường hợp của chất béo, sắc phổ có thể sẽ được chuyển qua một màng polyvinylidene fluoride (PVDF) và sau đó sẽ được phân tích sâu hơn, chẳng hạn như khối phổ.

Một khi đã trở nên quan sát được, hệ số lưu Rf của mỗi vệt mẫu sẽ được xác định bằng cách chia khoảng cách di chuyển được của hợp chất cho khoảng cách di chuyển được của dung môi. Những số liệu này phụ thuộc vào các loại dung môi được sử dụng và các loại bản sắc ký, và không phải là hằng số.

## Ứng dụng
Trong hóa học hữu cơ, phản ứng được giám sát chất lượng bởi sắc ký lớp mỏng. Các mẫu thử được thấm lên bản sắc ký bằng một ống mao dẫn: một vệt nhỏ chất ban đầu, một vệt nhỏ từ hỗn hợp phản ứng, và một vệt nhỏ gồm cả hai chất. Một bản sắc ký nhỏ (3 cm x 7 cm) sẽ mất khoảng khoảng hai, ba phút để vận hành. Quá trình này phân tích chất lượng và sẽ chỉ ra nếu chất ban đầu biến mất, sản phẩm được tạo thành, và bao nhiêu sản phẩm được tạo thành. Tuy nhiên sắc ký lớp mỏng đối với các phản ứng xảy ra ở nhiệt độ thấp có thể cho ra kết quả không đúng, bởi vì các mẫu thử sẽ được làm ấm lên trong mao dẫn. Một trong những phản ứng như vậy là phản ứng khử ester bởi DIBALH thành aldehyde.
Một ví dụ là sắc ký được áp dụng cho một phần lá xanh (ở đây là rau chân vịt) qua 7 bước. Carotene tách ra nhanh chóng và chỉ quan sát được cho đến bước 2. Chlorophyll A và B hiện rõ ở giữa bản sắc ký trong bước cuối cùng và lutein là hợp chất đầu tiên nhuộm màu vàng lên bản sắc ký.

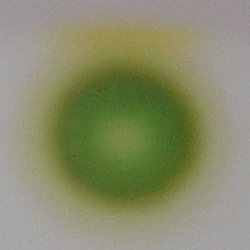
Bước 1
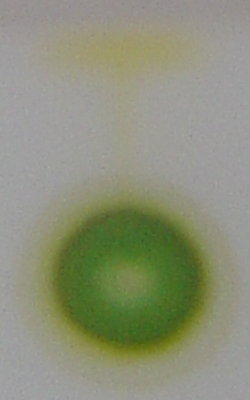
Bước 2
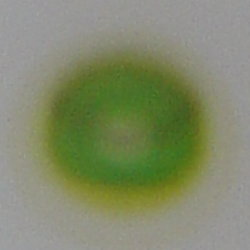
Bước 3
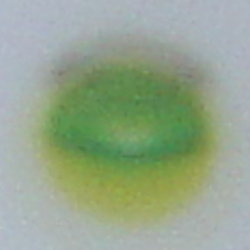
Bước 4
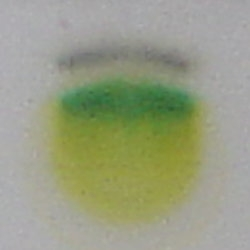
Bước 5
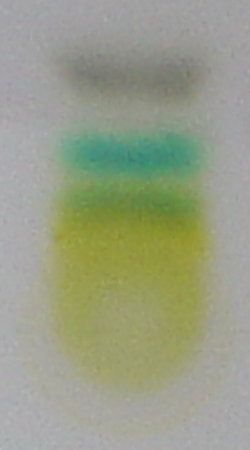
Bước 6
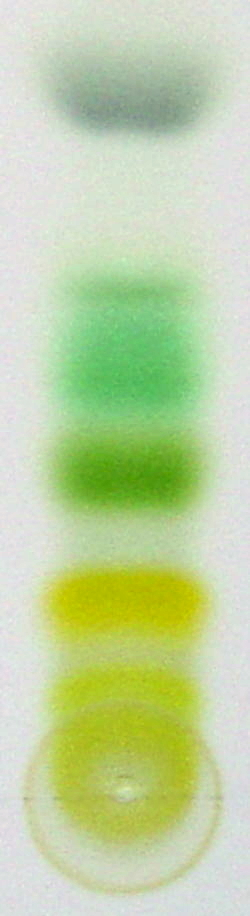
Bước 7

Trong một nghiên cứu, sắc ký lớp mỏng đã được sử dụng để lọc phản ứng hóa học hữu cơ, như tổng hợp BINAP từ 2-naphtol. Trong phương pháp này, cồn và dung dịch xúc tác (chẳng hạn như iron(III) chloride được đặt riêng rẽ trên đường gốc, sau đó phản ứng với nhau và được phân tích ngay lập tức.